# フーリー・デュプレア
フーリー・デュプレア（Fourie Du Preez、1982年3月24日 - ）は、南アフリカの元ラグビー選手。2004年より南アフリカ代表。

## プロフィール
- プレトリア出身。
- ポジションはスクラムハーフ。
- 身長 182cm、体重 89kg
- ニックネームはPorra。

## 経歴
プレトリア大学卒業。2001年よりスーパー14のブルー・ブルズへと入団した。2007年と2009年に南アフリカ最優秀選手に選ばれ、同年にIRB最優秀選手の候補にも挙げられた。
2011年よりサントリーサンゴリアスへと入団。
2011-2012シーズンよりチームの2連覇に貢献。
2016年の豊田自動織機シャトルズ戦を最後に現役を退いた。